# Barranco Minas
Barranco Minas è un distretto dipartimentale della Colombia facente parte del dipartimento di Guainía.